# Alstroemeria pelegrina
Espèce
Alstroemeria pelegrina est une espèce de plante à fleurs de la famille des Alstroemeriaceae selon la classification phylogénétique et des Liliaceae selon la classification classique de Cronquist (1981).
Cette plante herbacée vivace est originaire d'Amérique du Sud.

## Distribution et habitat
Alstroemeria pelegrina est endémique dans le Norte Chico et les régions centrales du Chili mais on le trouve également au Pérou. Il pousse entre Los Vilos (Province de Choapa, Région de Coquimbo) et Punta Curaumilla (Province de Valparaíso, région de Valparaíso) au sud, dans un climat littoral méditerranéen.
On en trouve beaucoup sur la côte, entre Los Molles (Valparaíso) et Pichidangui, près de Los Vilos où on l'appelle localement mariposa de Los Molles (le papillon de Los Molles). Son habitat préféré est fait de pierres et de falaises côtières au-dessus du niveau des grandes marées,.

## Écologie
Alstroemeria pelegrina fleurit annuellement entre octobre et décembre, les graines apparaissent à la fin octobre.

## Protection
Alstroemeria pelegrina fait partie des neuf espèces endémiques classées vulnérables. La menace vient du tourisme, de l'urbanisation et des routes traversant l'habitat naturel.

## Culture
Alstroemeria pelegrina a été la première espèce d'Alstroemeria à être importée et cultivée en Europe (1744).
L'Alstroemère résiste aux gelées jusqu'à -5°, -10° suivant les cultivars.